# ルーク・ピアソン
ルーク・ピアソン (英: Luke Pearson, 1987年10月12日 - )  は、ヒルダシリーズで最もよく知られている英国の漫画家。彼はまた、カートゥーン ネットワークシリーズのアドベンチャー・タイムの第5シーズンと第7シーズンのエピソードをストーリーボードに載せている。